# Новицкий, Василий Фёдорович
Васи́лий Фёдорович Нови́цкий (18 [30] марта 1869; Радом, Польша, Российская империя — 15 января 1929, Москва) — русский и советский военачальник, военный историк, востоковед и путешественник. Профессор Военной академии РККА на кафедре истории войн и военного искусства.
Родной брат Евгения и Фёдора Новицких.

## Биография

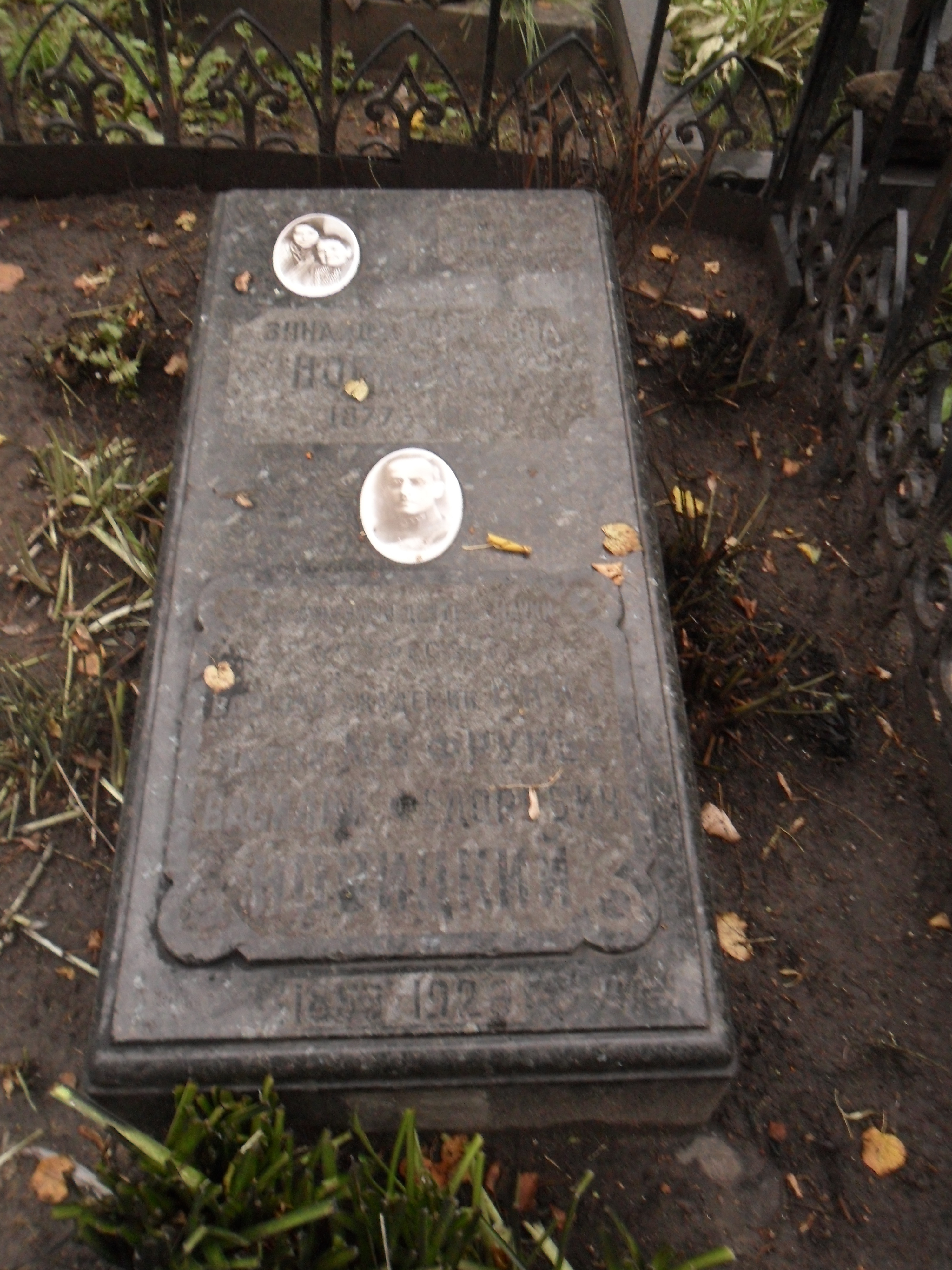
Могила Новицкого на Новодевичьем кладбище

Общее образование получил в Полоцком кадетском корпусе (1886). В службу вступил 31 августа 1886 года юнкером рядового звания в Михайловское артиллерийское училище. 10 августа 1889 года выпущен подпоручиком в Варшавскую крепостную артиллерию. Поручик с 7 августа 1891 года. Окончил Николаевскую академию Генерального штаба в 1895 году по первому разряду. Штабс-капитан с 20 мая 1895 года. Состоял при Петербургском военном округе.
С 17 декабря 1896 года по 21 марта 1897 года старший адъютант штаба 1-й гвардейской кавалерийской дивизии. В 1897 году командирован за границу «с учебной целью в Британскую Индию сроком на восемь месяцев». С 21 марта 1897 года по 3 апреля 1900 года старший адъютант штаба 1-й гвардейской пехотной дивизии. С 13 апреля 1897 года капитан.
C 7 января 1900 по 10 января 1901 года отбывал цензовое командование ротой во 2-м Туркестанском стрелковом батальоне.
В 1900 году, будучи офицером при управлении Западно-Сибирской казачьей бригады, принял участие в походе в Китай, на подавление Ихэтуаньского (Боксёрского) восстания. С 3 апреля 1900 по 1 апреля 1901 года обер-офицер для особых поручений при штабе 1-го армейского корпуса. 1 апреля 1901 года произведён в подполковники с назначением младшим делопроизводителем канцелярии Военно-учёного комитета Главного штаба. С 1 мая 1903 года столоначальник Главного штаба. С 1 августа по 12 октября 1904 года помощник начальника отделения Главного штаба.
Участвовал в Русско-японской войне. С 12 октября 1904 года — штаб-офицер для особых поручений при командующем 2-й Маньчжурской армией, одновременно являлся военным корреспондентом Петербургского телеграфного агентства. Полковник (17.04.1905). В 1905 году полковник Новицкий совершил три поездки по Монголии с военно-рекогносцировочными целями общей длительностью около 11 недель. Основной объём работ был проведён в восточной части страны, а маршруты пролегали по территории четырёх хошунов (Бован, Дархан, Тушету и Южный Горлос) вдоль пограничной с Маньчжурией полосы. По его мнению, эта часть страны была плохо изучена и им была проведена значительная работа по сбору военно-статистической и географической информации.
С 1 мая 1906 года — делопроизводитель ГУГШ. Участвовал в военно-географических экспедициях в Эмират Афганистан, Британскую Индию. В мае-декабре 1906 года был вновь направлен в Монголию для описания неизученных районов между Хинганским хребтом и Ургой. Распоряжением начальника Военно-топографического управления помимо него в этой экспедиции принимал участие военный топограф, картограф, надворный советник М. Ф. Круковский. В ходе экспедиции был собран большой объём материала по гидрографии, орографии, этнографии и хозяйственной деятельности в нескольких аймаках Восточной Монголии, собраны ботанические, зоологические, энтомологические коллекции, выполнен ряд метеорологических и орнитологических наблюдений. Кроме этого, была проведена также маршрутная съемка пути, определён 21 астрономический пункт и 184 высоты.
Цензовое командование батальоном отбывал с 12 мая по 15 сентября 1907 года в Лейб-гвардии Гренадерском полку . С 24 января 1911 года командир 120-го пехотного Серпуховского полка.
Экстраординарный профессор академии Генерального штаба. Редактор «Военной энциклопедии».
В августе 1914 года командовал 1-й бригадой 30-й пехотной дивизии. В сентябре 1914 года назначен исполняющим должность генерал-квартирмейстера штаба 1-й армии. 7 августа 1914 года произведён в генерал-майоры.
С 21 марта 1915 года — начальник 5-й стрелковой бригады. С 21 октября 1915 — командующий 73-й пехотной дивизией.
После Февральской революции, как «демократически настроенный» командир, Новицкий был отозван в Петроград и 20 марта 1917 года назначен помощником военного министра А. И. Гучкова, произведён в генерал-лейтенанты (31.03.1917). 30 апреля 1917 года Гучков, сложив с себя обязанности военного и морского министра, поручил временное управление Военным министерством Маниковскому, а на время его отъезда в Ставку — Новицкому. 9 мая 1917 года Новицкий был переведён в распоряжение военного министра, причём ему предполагалось поручить командование сухопутными войсками Балтийского побережья.
7 июля 1917 года Новицкий отправлен на фронт командиром II Сибирского армейского корпуса. Отличился в Рижской операции 1917 г. В ноябре того же года в течение двух недель командовал 12-й армией, затем в резерве чинов при штабе Петроградского военного округа.
После Октябрьской революции перешёл на сторону Советской власти. С 1918 года — на службе в РККА. Был заместителем военного руководителя Высшей военной инспекции РККА, с мая 1918 военным руководителем инспекции. С октября 1919 по 1929 год — профессор Военной академии РККА на кафедре истории войн и военного искусства. Преподавательскую деятельность Новицкий успешно сочетал с научно-исследовательской работой: создал труды по военной географии, военной администрации, истории Русско-японской и Первой мировой войн.
Умер в Москве. Похоронен на Новодевичьем кладбище.

## Сочинения
- Устройство вооружённых сил Австро-Венгрии. Ч. 1. — Киев, 1898.
- Военные очерки Индии. — СПб., 1901.
- Из Индии в Фергану. — СПб., 1903.
- Поездка в хребет Петра Великого 1903 года. — СПб., 1904.
- Сандепу. Стратегический очерк наступления 2-й Маньчжурской армии в январе 1905 г. — СПб., 1906.
- Февральские дни под Мукденом. — СПб., 1907.
- По Восточной Монголии. — СПб., 1907.
- Боевые действия в Бельгии и Франции осенью 1914 года. (От начала военных действий до установления позиционной войны). — М.: Акад. Ген. штаба, 1920. — 263 с.
- Ложное о крепостях. // Военное дело, 1918, № 29; 1919, № 3.
- Военное положение России и Англии в Мировой войне 1914—1918 гг. // Военная мысль и революция, 1922, № 3. — С. 126—139.
- Гримаса в сторону стратегии. (Ответ на ст.: Снесарев А. Гримасы стратегии. // Военная мысль и революция, 1923, № 4.) // Военная мысль и революция, 1923, № 6. — С. 55-65.
- План Шлиффена и современная действительность. // Война и революция, 1930, № 3. — С. 105—110.
- Мировая война 1914—1918 гг. Кампания 1914 года в Бельгии и Франции. [Изд. 2-е]. Т. 1-2. — М., 1938.

## Награды
- Орден Св. Станислава 3-й степени (1896)
- Орден Св. Анны 3-й степени (1899)
- Орден Св. Станислава 2-й степени (1903)
- Орден Св. Анны 2-й степени с мечами (1904)
- Орден Св. Владимира 4-й степени с мечами и бантом (1904)
- Мечи с бантом к ордену Св. Анны 3-й ст. (1907)
- Золотое оружие «За храбрость» (1907)[12]
- Орден Св. Владимира 3-й степени (29.01.1909)